# Theodoros Katsanevas
Theodoros Katsanevas, en griego: Θεόδωρος Κατσανέβας (Atenas, 13 de marzo de 1947 - Vrilíssia, Atenas, 8 de mayo de 2021) fue un político, escritor, profesor universitario y economista griego. Fue presidente de la Organización Griega para el Empleo de Mano de Obra (Οργανισός Απασχόλησης Εργατικού Δυναμικού, OAED) desde 1981 hasta 1985 y del Instituto de Seguridad Social (Ίδρυμα Κοινωνικών Ασφαλίσεων, IKA) desde 1985 hasta 1989. También fue diputado por el PASOK (Movimiento Socialista Panhelénico) desde 1989 hasta 2004.

## Biografía
Se graduó en Economía en la Universidad del Pireo, obtuvo una maestría en Relaciones Industriales en la Universidad de Warwick y un doctorado en economía en el sector laboral en la Escuela de Economía y Ciencia Política de Londres. Participó en la resistencia contra el régimen de los coroneles, y fue uno de los fundadores del PASOK.
En 1981, fue uno de los redactores del programa de gobierno de Andreas Papandreu y fue nominado a la organización estatal del empleo, la Organización Griega para el Empleo de Mano de Obra. A continuación, pasó al Instituto de Seguridad Social en 1985. En 1989, fue elegido en el segundo distrito de Atenas por el PASOK, del cual fue representante hasta 2004. En ese año, él y otros ocho diputados fueron excluidos oficialmente de candidaturas por parte del propio partido.
El fundador del  PASOK, Andreas Papandreu, suegro de Katsanevas, con una nota en su testamento abierto en septiembre de 1996, lo llamó «la vergüenza de la familia».
En 1998, el periodista Spyros Karatzaferis publicó en el periódico Athinaiki (Αθηναϊκή) una foto de Katsanevas con la leyenda «vergüenza» (Όνειδος, òneidos). Por esta razón, en 2003, Karatzaferis fue declarado culpable de difamación por un tribunal ateniense y condenado a una compensación de 10 millones de dracmas (unos 30 000 euros).
El 26 de enero de 2013, una historia similar a la de 1998, Katsanevas pidió una indemnización de € 200 000 y una pena de un año de prisión para un administrador de Wikipedia en griego y la empresa de Software Libre/Open Source Software griega, por publicar información relativa a los testamentos de Andreas Papandreu, acusándolo de no haber eliminado partes de textos difamatorios. El jueves, 13 de febrero de 2014 después de escuchar la orden judicial se registró fuera del reportero de la corte Kostas efímero de injuria el abogado que representa al autor de la Wikipedia Diu.
El 1 de mayo de 2013, fundó un nuevo movimiento, Dracma - Movimiento Democrático Griego Cinco Estrellas (ΔΡΑΧΜΗ, Ελληνική Δημοκρατική Κίνηση Πέντε Αστέρων), que se inspiró en el italiano Movimiento 5 Estrellas.
Falleció por el covid-19 el 8 de mayo de 2021 en el Sismanogleio General Hospital.